# هیساشی هوریکه
هیساشی هوریکه (ژاپنی: 廣池 寿؛ زادهٔ ۵ اکتبر ۱۹۷۸) یک بازیکن فوتبال اهل ژاپن است.
از باشگاه‌هایی که در آن بازی کرده‌است می‌توان به باشگاه فوتبال سانفریس هیروشیما اشاره کرد.